# اسکول‌دره
اسکول‌دره روستایی از توابع بخش چندار شهرستان ساوجبلاغ در استان البرز ایران است. مردم روستا به زبان تاتی صحبت می‌کنند.

## جمعیت
این روستا در دهستان چندار قرار دارد و براساس سرشماری مرکز آمار ایران در سال۱۳۹۵، جمعیت آن ۲۳۷ نفر (۳۷خانوار) بوده‌است.